# Sawridge 150H
Sawridge 150H är ett reservat i Kanada.   Det ligger i provinsen Alberta, i den centrala delen av landet, 2 900 km väster om huvudstaden Ottawa. Sawridge 150H ligger vid sjön Lilla Slavsjön.
I omgivningarna runt Sawridge 150H växer i huvudsak blandskog. Trakten runt Sawridge 150H är nära nog obefolkad, med mindre än två invånare per kvadratkilometer.